# 中国人民解放军海军成立70周年海上阅兵
中国人民解放军海军成立70周年海上阅兵，又称中国人民解放军海军成立70周年多国海军活动国际舰队检阅，是中华人民共和国为庆祝中国人民解放军海军成立70周年于青岛附近黄海举行的一次海上阅兵活动，于2019年4月23日进行。中共中央总书记、国家主席、中央军委主席习近平登上阅兵舰052D型导弹驱逐舰117“西宁号”开始检阅部队。61个国家的海军代表团参加。

## 前期准备

### 信息发布
2019年2月28日，国防部举行例行记者会，国防部新闻发言人任国强宣布2019年4月23日是中国人民解放军海军成立70周年纪念日，将在中国山东青岛举行中国人民解放军海军成立70周年多国海军活动。
2019年3月28日，国防部举行例行记者会，国防部新闻发言人吴谦宣布中国人民解放军海军成立70周年多国海军活动将于4月下旬在青岛举行，将举行高层研讨会、国际舰队检阅、联合军乐展示、文体交流等多项活动，已有60余个国家表示将派海军代表团参加多国海军活动，多个国家将派舰艇参加国际舰队检阅。
2019年4月17日，中国人民解放军海军成立70周年多国海军活动新闻中心正式启用，设在青岛黄海饭店，分为新闻发布区和记者採编区两大部分，将为前来参与活动报道的注册媒体记者提供服务。
2019年4月20日，海军成立70周年多国海军活动新闻发布会在青岛举行，宣布这次多国海军活动于4月22日至25日在青岛及附近海空域举行，有60多个国家的海军代表团参加，其中10多个国家派出舰艇。其中，海上阅兵将在23日举行，採取舰艇单纵队航行、飞机梯队跟进的方式执行海上分列式。

### 外国舰艇到访
2019年4月19日，新加坡海军坚强号护卫舰抵达青岛，这是参加中国人民解放军海军成立70周年多国海军活动到访的第一艘外国海军舰艇。
2019年4月21日，印度、韩国、孟加拉国、澳大利亚、日本、俄罗斯、越南、菲律宾、马来西亚海军參阅舰艇抵达青岛。4月22日，缅甸海军参阅舰艇抵达青岛。
本次参阅的俄罗斯海军尼古拉·奇克尔号救援拖船 (СБ131)是将“瓦良格”号航空母舰自土耳其伊斯坦布尔海峡拖回中国的远洋拖船。泰国和孟加拉国来访的三艘舰艇为中国制造，缅甸“辛标信”号由中国协助建造。日本海上自卫队舰艇时隔7年再次访华，舰艉悬挂旭日旗。由于该旗帜沿用自大日本帝國海軍军旗，被亚洲多国视为军国主义的象征，故《南华早报》的文章认为，本次中国容忍日本海上自卫队舰船悬挂相关旗帜，是双方乐见因钓鱼岛争端而受损的关系得到恢复、改善的体现。
法國葡月號巡防艦于4月6日通過台灣海峽，中方认为该舰侵入中国领海，因此向法國提出严正交涉，并不再邀請法方參加本次閱艦式。印度海军舰艇在中国人民解放军的协助下经由台湾海峡通过“直接路线”驶往青岛。
本次阅兵参阅外国舰艇中，排水量最大的作战舰艇为日本海上自卫队凉月号护卫舰，最大辅助舰艇为印度海军沙克蒂号补给舰。

## 进程
此次海上阅兵中方参阅舰艇共34艘。其中，受阅舰艇32艘，编为潜艇群、驱逐舰群、护卫舰群、登陆舰群、辅助舰群、航空母舰群等6个群；受阅战机39架，编为预警机梯队、侦察机梯队、反潜巡逻机梯队、轰炸机梯队、歼击机梯队、舰载战斗机梯队、舰载直升机梯队等10个梯队。
中方受阅舰机通过后，俄罗斯、泰国、越南、印度、日本、菲律宾、孟加拉国、文莱、韩国、新加坡、澳大利亚、马来西亚、缅甸等13个国家受阅舰艇18艘，悬挂代满旗，按照作战舰艇、辅助舰艇的顺序，以吨位大小排列，依次通过检阅舰。
在本次海上阅兵中，阅兵舰为052D型西宁号导弹驱逐舰（117），观摩舰为680型戚继光号训练舰（83）。

### 中方舰艇编队
| 舰艇型号           | 受阅舰艇名称                                                 |
| ------------------ | ------------------------------------------------------------ |
| 潜艇群             |                                                              |
| 09ⅣA型战略核潜艇   | 长征10号艇（412）、长征11号艇（413）                         |
| 09ⅢA型攻击核潜艇   | 长征15号艇（418）、长征16号艇（419）                         |
| 039B型常规动力潜艇 | 长城231号艇（341）、长城236号艇（346）                       |
| 039G型常规动力潜艇 | 长城197号艇（314）、长城205号艇（323）                       |
| 驱逐舰群           |                                                              |
| 055型导弹驱逐舰    | 南昌舰（101）                                                |
| 052D型导弹驱逐舰   | 贵阳舰（119）、太原舰（131）                                 |
| 052C型导弹驱逐舰   | 长春舰（150）、海口舰（171）                                 |
| 052B型导弹驱逐舰   | 武汉舰（169）                                                |
| 051C型导弹驱逐舰   | 石家庄舰（116）                                              |
| 护卫舰群           |                                                              |
| 054A型导弹护卫舰   | 临沂舰（547）、滨州舰（515）、黄山舰（570）、三亚舰（574）   |
| 056A型导弹护卫舰   | 秦皇岛舰（505）、乌海舰（540）、张掖舰（541）、宜春舰（556） |
| 登陆舰群           |                                                              |
| 072A型大型登陆舰   | 徂徕山舰（915）、五台山舰（917）                             |
| 071型综合登陆舰    | 沂蒙山舰（988）、五指山舰（987）                             |
| 辅助舰群           |                                                              |
| 901型综合补给舰    | 呼伦湖舰（965）                                              |
| 903A型综合补给舰   | 太湖舰（889）                                                |
| 926型潜艇支援舰    | 海洋岛舰（864）                                              |
| 920型医院船        | 岱山岛舰（920）                                              |
| 航空母舰群         |                                                              |
| 001型航空母舰      | 辽宁舰（16）                                                 |

### 中方空中梯队
| 受阅梯队       | 受阅装备           |
| -------------- | ------------------ |
| 直升机梯队     | 5架直-9D、5架直-8  |
| 预警指挥机梯队 | 3架                |
| 侦察机梯队     | 3架                |
| 反潜巡逻机梯队 | 3架                |
| 轰炸机梯队     | 3架轰-6L、3架轰-6G |
| 歼击机梯队     | 4架歼-10、5架歼-11 |
| 舰载战斗机梯队 | 5架歼-15           |

### 外方舰艇编队
- 新加坡共和國海军：可畏级护卫舰“坚强”号（72）（英语：RSS Stalwart）[9]
- 印度海军：加尔各答级驱逐舰“加尔各答”号（D63）（英语：INS Kolkata）、迪帕克级综合补给舰（英语：Deepak-class fleet tanker）“沙克蒂”号（A57）（英语：INS Shakti (A57)）[9]
- 汶萊王家海军：达鲁萨兰级巡逻舰“达鲁塔夸”号（09）[9]
- 大韓民國海軍：仁川级护卫舰“京畿”号（812）（朝鲜语：FFG-812 경기）[9]
- 孟加拉国海军：C13B型护卫舰“决心”号（F112）（英语：BNS Prottoy）[9]
- 澳大利亚皇家海军：阿德莱德级巡防舰“墨尔本”号（05）（英语：HMAS Melbourne (FFG 05)）[9]
- 海上自衛隊：秋月级护卫舰“凉月”号（117）[9]
- 泰国皇家海军：纳来颂恩级护卫舰（英语：Naresuan-class frigate）“纳来颂恩”号（421）（英语：HTMS Naresuan）、053HT型护卫舰“邦巴功”号（456）[9]
- 俄罗斯海军：22350型护卫舰“戈尔什科夫苏联海军元帅”号（454）（英语：Russian frigate Admiral Gorshkov）、23120型“厄尔布鲁士”号后勤保障船、“尼古拉·齐格尔”号救援拖船、杜布纳河级 “卡马”号舰队油船[9]
- 越南人民海军：猎豹级护卫舰“丁先皇”号（011）（英语：Vietnamese frigate Dinh Tien Hoang (HQ-011)）、“陈兴道”号（015）[9]
- 菲律宾海军：望加锡级登陆舰“达拉”号（601）[9]
- 马来西亚皇家海军：莱库级巡防舰“莱库”号（30）[9]
- 缅甸海军：江喜陀级巡防舰“辛漂信”号（F14）[9]

## 气象条件
中国气象局国家气象中心表示，当日青岛地区天气静稳无风，空气不流动，空气湿度较大，导致能见度低。当日青岛市天气阴有小雨，早间降雨导致空气湿度大，且阴天太阳辐射不足，亦无外来冷空气，因此大雾难以消散。青岛外海的大雾导致受閱軍艦在朦朧中若隱若現，軍機更完全隱沒在濃霧裡。中国中央电视台的阅兵现场直播亦受到影响。